# Stinoptila wolfi
Stinoptila wolfi är en fjärilsart som beskrevs av Hausmann 1993. Stinoptila wolfi ingår i släktet Stinoptila och familjen mätare. Inga underarter finns listade i Catalogue of Life.